# Ernest Alexandre Honoré Coquelin
Ernest Alexandre Honoré Coquelin, o Pirouette, noto anche con lo pseudonimo di Coquelin cadet (Boulogne-sur-Mer, 15 maggio 1848 – Suresnes, 8 febbraio 1909), è stato un attore francese.

## Biografia

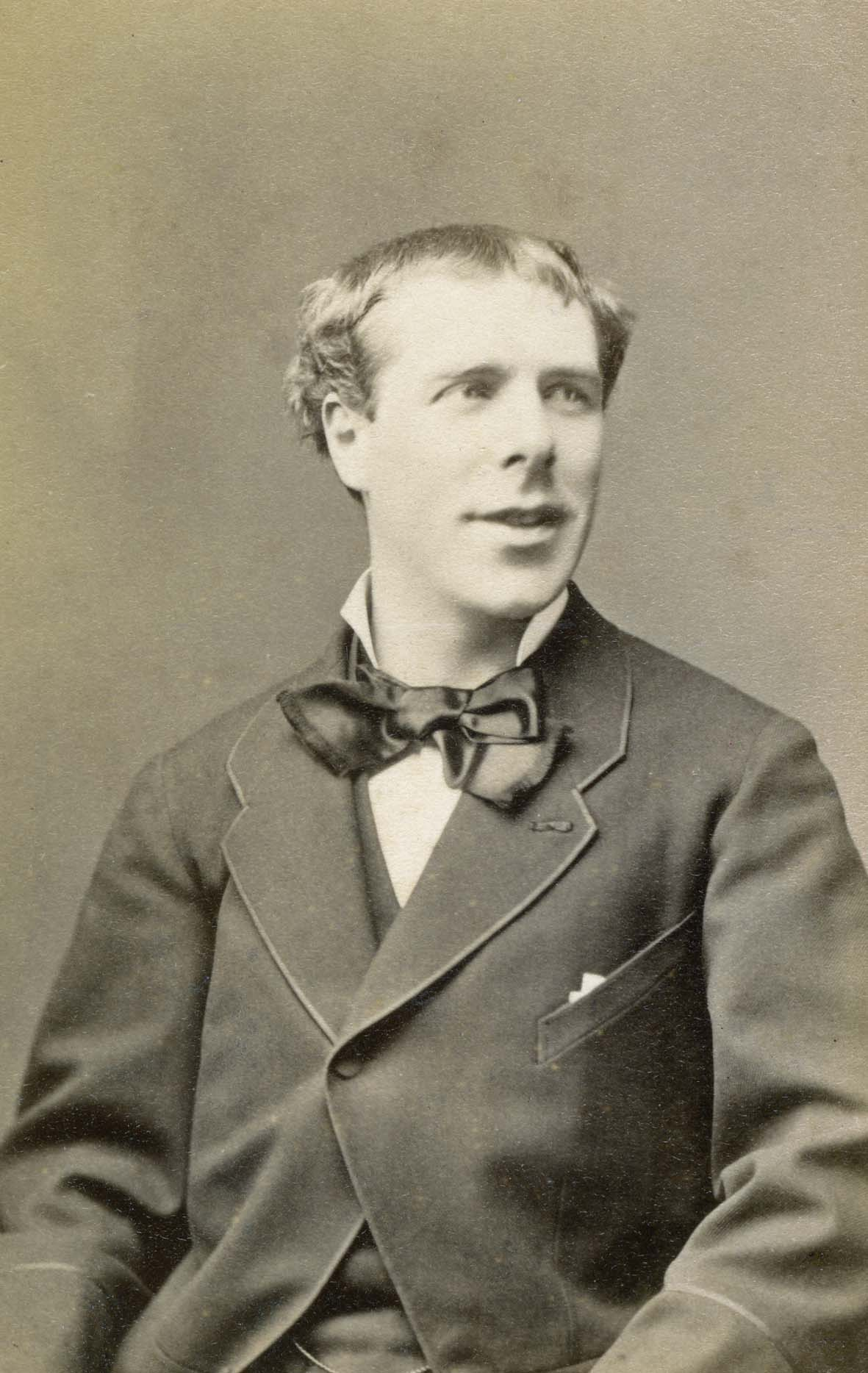
Coquelin intorno al 1880

Coquelin, fratello dell'attore Benoît-Constant Coquelin, fu attore comico di successo, seppure di una comicità un po' esteriore e caricaturale.
Diede il meglio di sé nelle parti buffe secondarie (in particolare nei 'marchesi' di Molière) e soprattutto nella dizione di monologhi di cui era spesso anche l'autore.
Nel 1881 esumò la famosa Farce de Maître Pathelin in una versione ammodernata.
Si dedicò anche alla letteratura, scrivendo molti libri divertenti, talvolta con lo pseudonimo di Pirouette.

## Interpretazioni

### Carriera alla Comédie-Française
- 1868 : I litiganti di Jean Racine : Petit-Jean;
- 1868 : Il barbiere di Siviglia di Beaumarchais : Bazile;
- 1869 : Il misantropo di Molière : Dubois;
- 1869 : Le Mariage de Figaro di Beaumarchais : Pédrille;
- 1870 : Le Mariage de Figaro di Beaumarchais : Grippesoleil;
- 1871 : Le Mariage de Figaro di Beaumarchais : Figaro;
- 1871 : Adrienne Lecouvreur d'Eugène Scribe e Ernest Legouvé : Poisson;
- 1871 : I litiganti di Jean Racine : L'Intimé;
- 1873 : Marion de Lorme di Victor Hugo : le Taillebras;
- 1874 : Tabarin di Paul Ferrier : Fripesauce;
- 1874 : George Dandin o il marito confuso di Molière : Colin, poi Lubin;
- 1877 : Le Joueur di Jean-François Regnard : Tout-à-bas;
- 1878 : Il misantropo di Molière : Dubois;
- 1879 : La scuola dei mariti di Molière : Ariste;
- 1879 : I litiganti di Jean Racine : Dandin;
- 1880 : Le intellettuali di Molière : Vadius;
- 1880 : Il borghese gentiluomo di Molière : Covielle;
- 1884 : Les Pattes de mouche di Victorien Sardou : Thirion;
- 1886 : L'Avare di Molière : La Flèche;
- 1886 : Un parisien d'Edmond Gondinet : Gontran;
- 1886 : Chamillac d'Octave Feuillet : La Bartherie;
- 1886 : La Coupe enchantée di Jean de La Fontaine e Champmeslé : Thibaut;
- 1886 : Monsieur Scapin di Jean Richepin : Tristan;
- 1888 : Le intellettuali di Molière : Trissotin;
- 1888 : Il barbiere di Siviglia di Beaumarchais : Figaro;
- 1888 : Le Mercure galant d'Edme Boursault : Boniface;
- 1890 : Il borghese gentiluomo di Molière : M. Jourdain;
- 1891 : Le furberie di Scapino di Molière : Géronte;
- 1891 : Griselidis d'Armand Silvestre e Eugène Morand
- 1891 : La Mégère apprivoisée di William Shakespeare : Grumio;
- 1895 : L'Abbé Corneille di Louis Tiercelin : l'abate Le Fur;
- 1896 : L'Évasion d'Eugène Brieux : Père Guernoche;
- 1898 : Le Tricorne enchanté di Théophile Gautier e Paul Siraudin : Frontin;
- 1899 : Le Torrent di Maurice Donnay : Saint-Phoin;
- 1901 : Notre jeunesse d'Alfred Capus : Chartier;
- 1901 : Le Marquis de Priola di Henri Lavedan : Brabançon;
- 1906 : I litiganti di Jean Racine : L'Intimé;
- 1907 : L'anglais tel qu'on le parle di Tristan Bernard : Eugène;
- 1907 : Le Dieu Terme di Gabriel Nigond : Damon;
- 1907 : L'amour veille di Robert de Flers e Gaston de Caillavet : l'abate Merlin.

### Pubblicazioni
- Le livre des convalescents, Parigi, Tresse, 1880;
- Le Monologue moderne, Parigi, Éditions Paul Ollendorff, 1881;
- Fariboles, Parigi, Éditions Paul Ollendorff, 1882;
- L'Art de dire le monologue, Parigi, Éditions Paul Ollendorff, 1884.